# Estadi de la Beaujoire - Louis Fonteneau
L'Estadi de la Beaujoire - Louis Fonteneau (o Stade de la Beaujoire) és un estadi de futbol, situat a la ciutat de Nantes, en la regió del País del Loira, a França. Serveix de seu habitual al FC Nantes Atlantique.
Fou obert l'any 1984. Va ser una de les seus de la Copa del Món de Futbol 1998, albergant un total de sis partits, cinc de la primera fase i un de quarts de final. Estava previst ser demolit el 2024 i reemplaçat per un nou estadi anomenat YelloPark però el projecte finalment fou cancel·lat.